# Semicassis westralis
Semicassis westralis is een slakkensoort uit de familie van de Cassidae. De wetenschappelijke naam van de soort is voor het eerst geldig gepubliceerd in 1997 door Kreipl.